# Historischer Bergbaurundweg Holzwickede

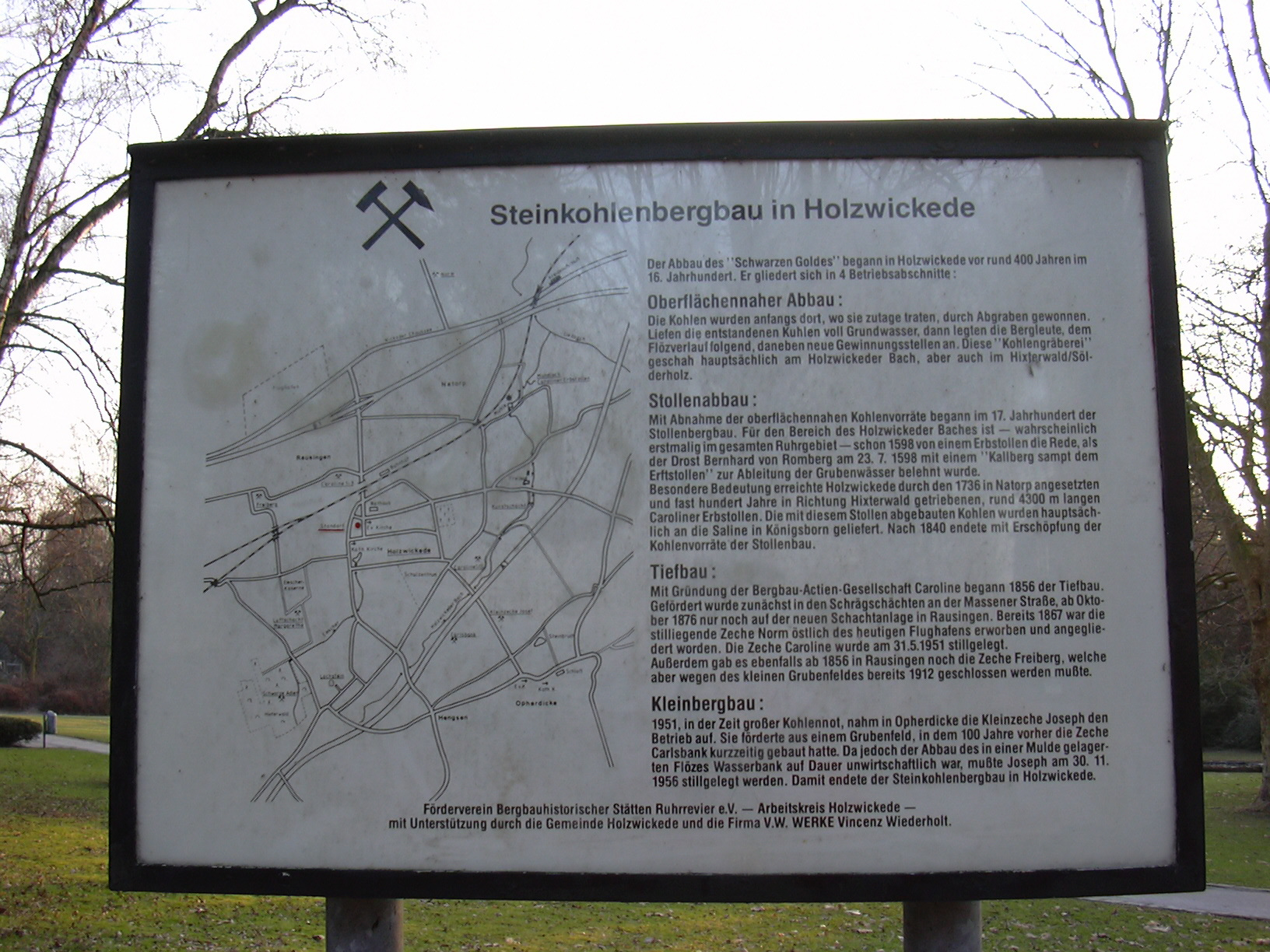
Steinkohlenbergbau in Holzwickede (Station 1)

Der Historische Bergbaurundweg Holzwickede, vereinfacht auch Bergbauwanderweg Holzwickede genannt, ist ein Wanderweg in Holzwickede. Der Rundweg geht über eine Länge von ca. 17 Kilometer und kann als Fußgänger oder Radfahrer genutzt werden.

## Stationen
Der Bergbaurundweg führt im Uhrzeigersinn an 27 Stationen entlang und auf 14 Info-Tafeln sind Erläuterungen zur Bergbaugeschichte vor Ort zu lesen.
1. Im Emscherpark befindet sich das Übersichtsschild mit der bergbaugeschichtlichen Darstellung des Steinkohlenabbaus in Holzwickede.
2. Die heutige Villa Pfiffikus (Jugendheim) ist ein ehemaliges Verwaltungsgebäude der Zeche Caroline.
3. Neben der Villa Pfiffikus befindet sich der ehemalige Zecheneingang der Zeche Caroline mit einer Info-Tafel.
4. Am Standort der ehemaligen Zeche Freiberg befindet sich eine Info-Tafel. Heute befindet sich hier das Werk der Firma V.W. Werke Vincenz Wiederholt.
5. In der Mitte des Luftschachtwegs befindet sich der ehemalige Luftschacht der Zeche Margarethe mit einer Info-Tafel.
6. Am Emscherquellhof entsprang während der Bergbautätigkeit die Emscher. Durch den Bergbau im Hixterwald versiegte die ursprünglich dort entspringende Emscher im 19. Jahrhundert und kam hier am Emscherquellhof wieder zu Tage. Heute entspringt die Emscher wieder im Hixterwald.
7. Im Haus Landskroner Straße 161 wohnte Gottfried Köhling, der in den 1830/40er Jahren Schichtmeister auf der Zeche Schwarze Adler war. Er war auch für den Kohlenverkauf zuständig. Gegenüber im Hixterwald befand sich der Förderschacht Gumprecht, der 1845 nach der Stilllegung der Zeche eingeebnet wurde.
8. Am Anfang des südlichen Forstwegs in den Hixterwald befindet sich eine Info-Tafel zur Zeche Schwarze Adler.
9. Im Hixterwald sind Pingen zu besichtigen. Dabei handelt es sich um runde, trichterartige Vertiefungen, die dem Verlauf der Kohleflöze folgen.
10. Ebenfalls im Hixterwald im Quellgebiet der Emscher befinden sich große Vertiefungen aus einem ehemaligen Sandsteinbruch.
11. In einem Vorgarten am Ende der Straße „Im Schwarzen Adler“ befindet sich ein Grenzstein der „Neue Schwartze Adler Zeche“. Der Stein stand ursprünglich an anderer Stelle.
12. Auf dem Haarstrang zwischen der Landskrone und Hengsen kann man bei guter Sicht im Norden bis zum Schloss Cappenberg und nach Süden bis nach Iserlohn sehen.
13. In Opherdicke befindet sich gegenüber dem Haus Opherdicke an der Schlossallee eine Info-Tafel am ehemaligen Steinbruch.
14. Auf dem Weg von Opherdicke zurück nach Holzwickede befindet sich eine Info-Tafel zur Kleinzeche Joseph
15. Ein Abstecher den Hengser Weg hinauf führt zum Standort der ehemaligen Zeche Carlsbank mit einer Info-Tafel.
16. Im Tal des Holzwickeder Baches führt der Weg durch die Schöne Flöte. Am Anfang des Waldes befinden sich Wegespuren der Pferdekarren, die die Kohle aus den Schächten an der Massener Straße nach Süden (Schwerte und Iserlohn) gebracht haben.
17. Etwas weiter links des Weges befindet sich eine alte Bergehalde der Zeche Caroline aus der Zeit ab 1856 mit Material aus den beiden schrägen Schächten an der Massener Straße.
18. Die nächste Station in der Schönen Flöte ist eine Info-Tafel, die auf den Kunstgraben hinweist. Hier wurde der Holzwickeder Bach begradigt und kanalisiert, um mit Wasserkraft das Wasser aus dem darunterliegenden Erbstollen herauszupumpen.
19. Auch am Holzwickeder Bach sind Pingen zu entdecken. Diese hier sind Einsturztrichter von Schächten aus der Zeit nach 1800 aus dem Caroliner Erbstollen.
20. Eine weitere Info-Tafel erläutert den Kunstschacht, über den Wasser aus dem darunterliegenden Caroliner Erbstollen gepumpt wurde.
21. Am Ausgang des Weges am Holzwickeder Bach entlang befindet sich am ehemaligen Lichtloch 18 des Caroliner Erbstollens eine Info-Tafel.
22. Etwa einen Kilometer weiter nördlich befindet sich das Mundloch des Caroliner Erbstollens mit einer Info-Tafel. Hier kann der Stolleneingang besichtigt werden.
23. An der Natorper Mühle vorbei befindet sich an der Massener Straße der Schulzenhof. Der Hof gehörte Anfang des 20. Jahrhunderts der VEW, die auch Eigentümerin der Zeche Caroline war. In den 1930er Jahren wurde der Hof als vollelektrisierter Musterhof der Öffentlichkeit vorgestellt.
24. Knapp südlich des Hilgenbaums befindet sich an der Massener Straße eine Info-Tafel zur Erinnerung an das Lichtloch 17 des Caroliner Erbstollens.
25. Etwas weiter erinnert eine Info-Tafel an die tonnlägigen (schrägen) Schächte Caroline I/II.
26. Gegenüber der Info-Tafel befand sich die Pferdebahn, die ab 1857 von hier zur Eisenbahnstrecke Holzwickede-Unna führte. Die Verladebühne lag auf dem heutigen Gelände der Firma Montanhydraulik.
27. Letzte Station vor der Rückkehr in den Emscherpark ist nordöstlich der Kreuzung Opherdicker Straße/Hamburger Allee ein Wetterschacht der Zeche Caroline. Aus dem 58 m tiefen Schacht zog die in der Grube verbrauchte Luft ab. Der Schacht war 1886 bis 1904 in Betrieb und wurde dann eingeebnet.

## Bildergalerie
Die folgenden Bilder geben die Infotafeln an einigen Stationen des Rundwegs optisch wieder.

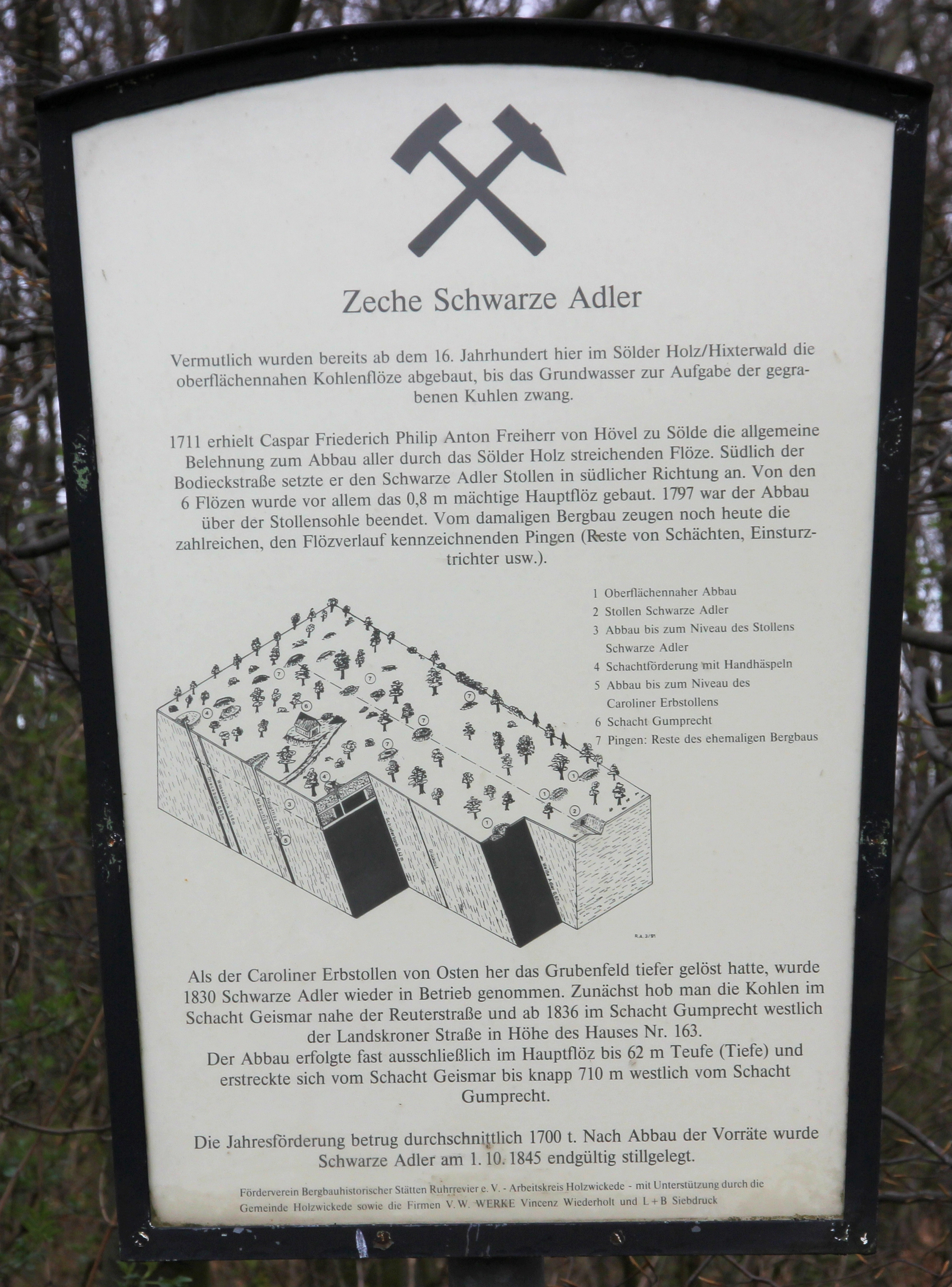
Zeche Schwarze Adler (Station 8)
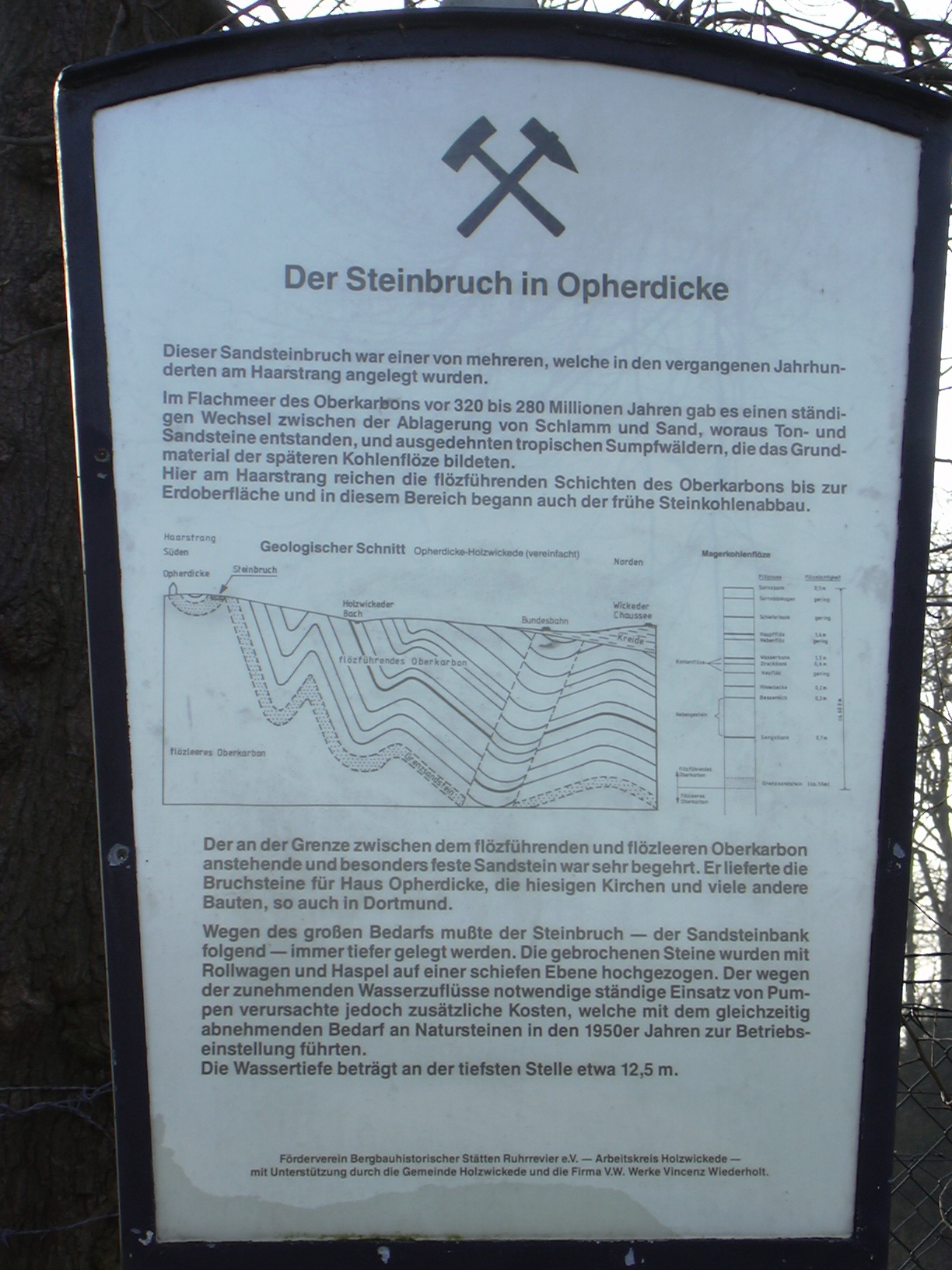
Steinbruch Opherdicke (Station 13)
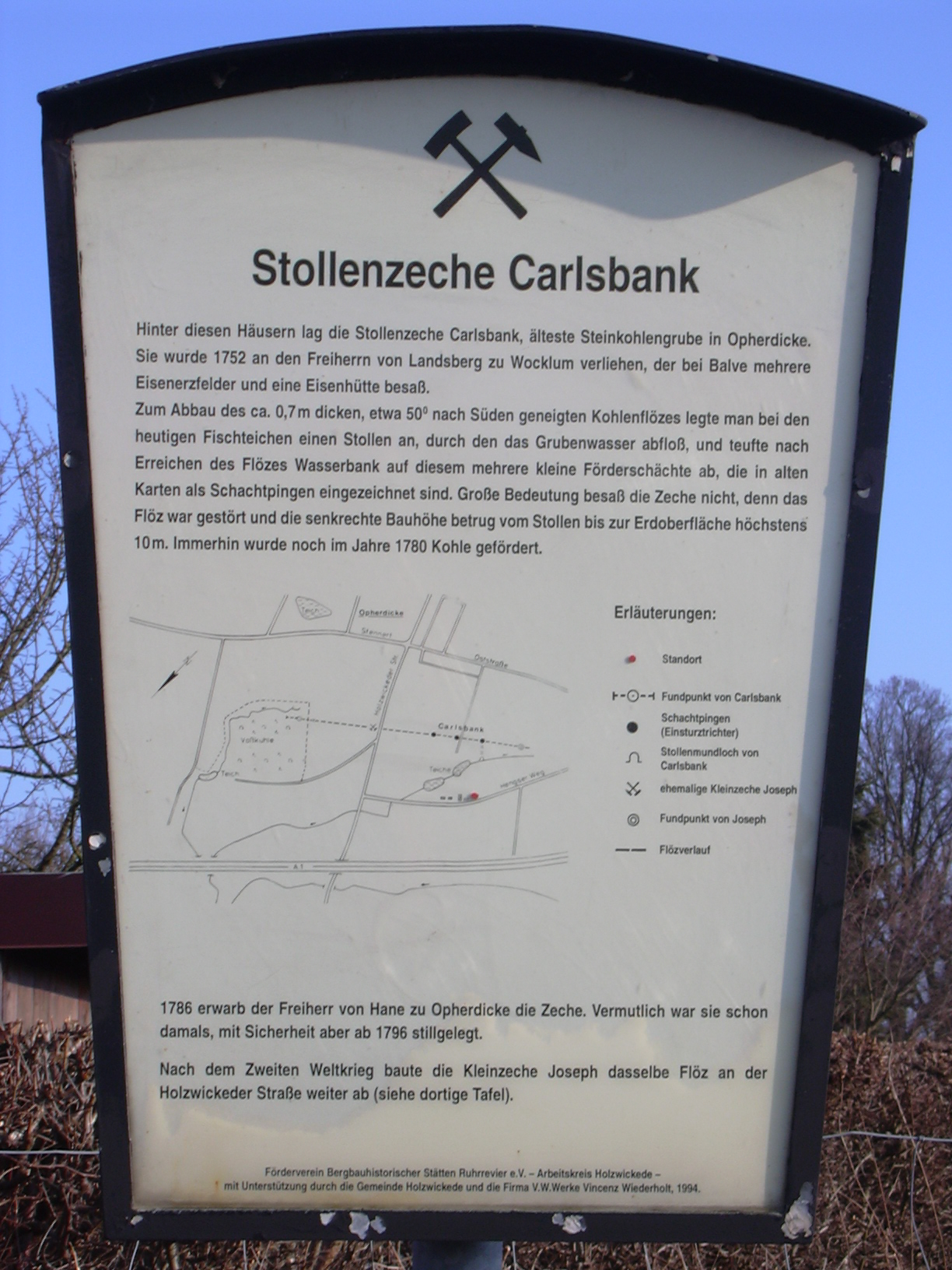
Stollenzeche Karlsbank (Station 15)
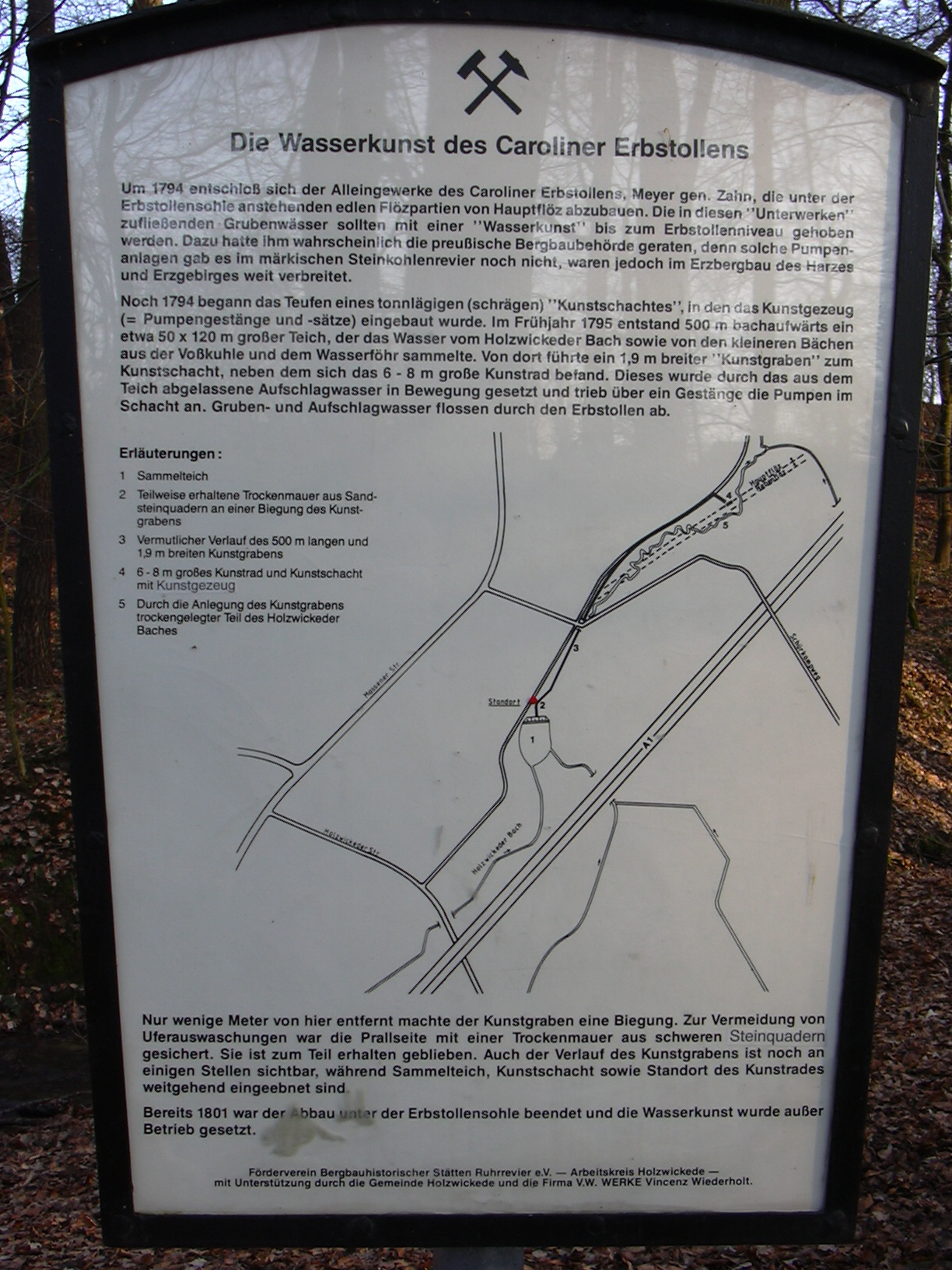
Caroline Wasserkunst (Station 18)
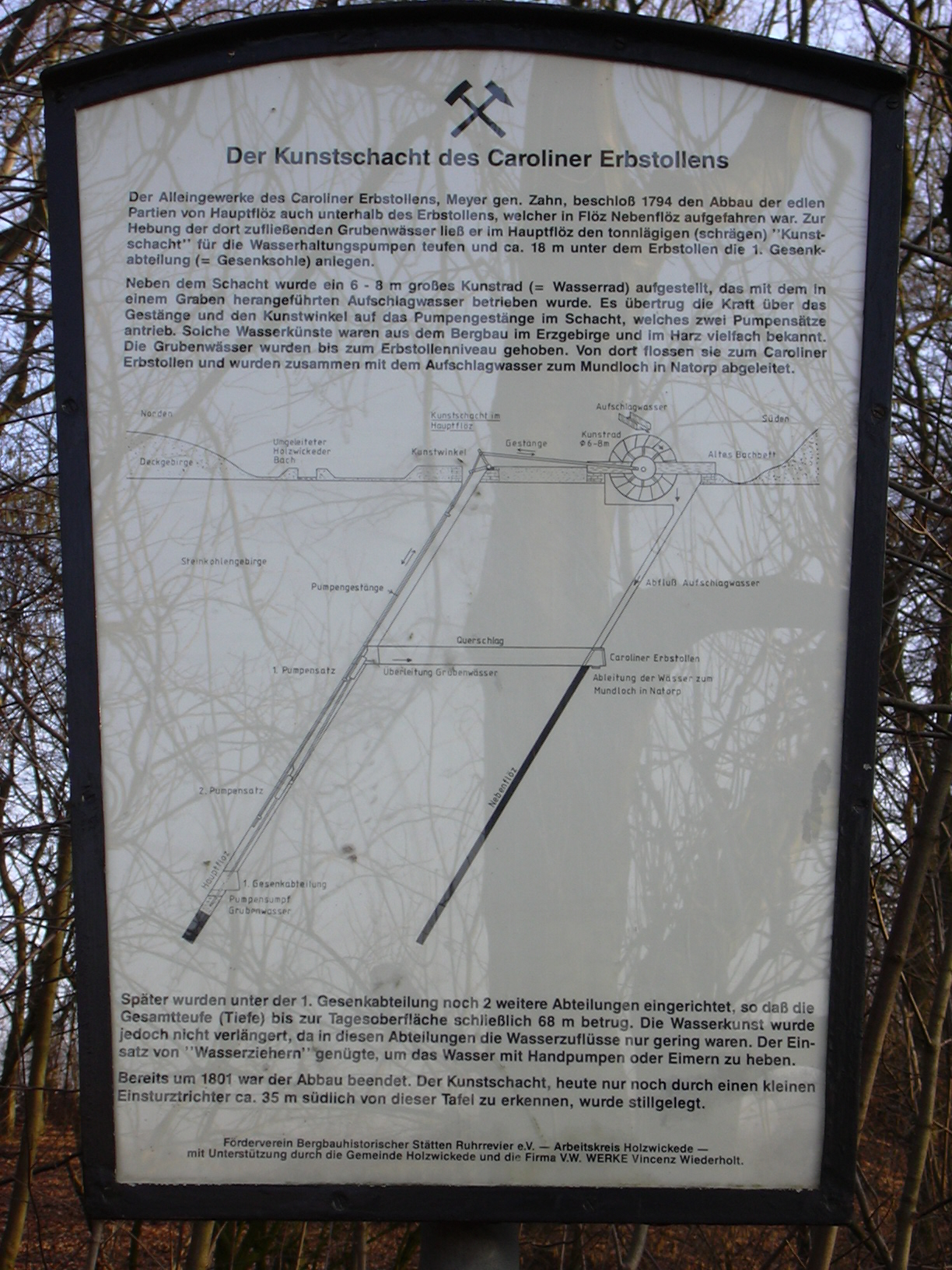
Kunstschacht (Station 20)
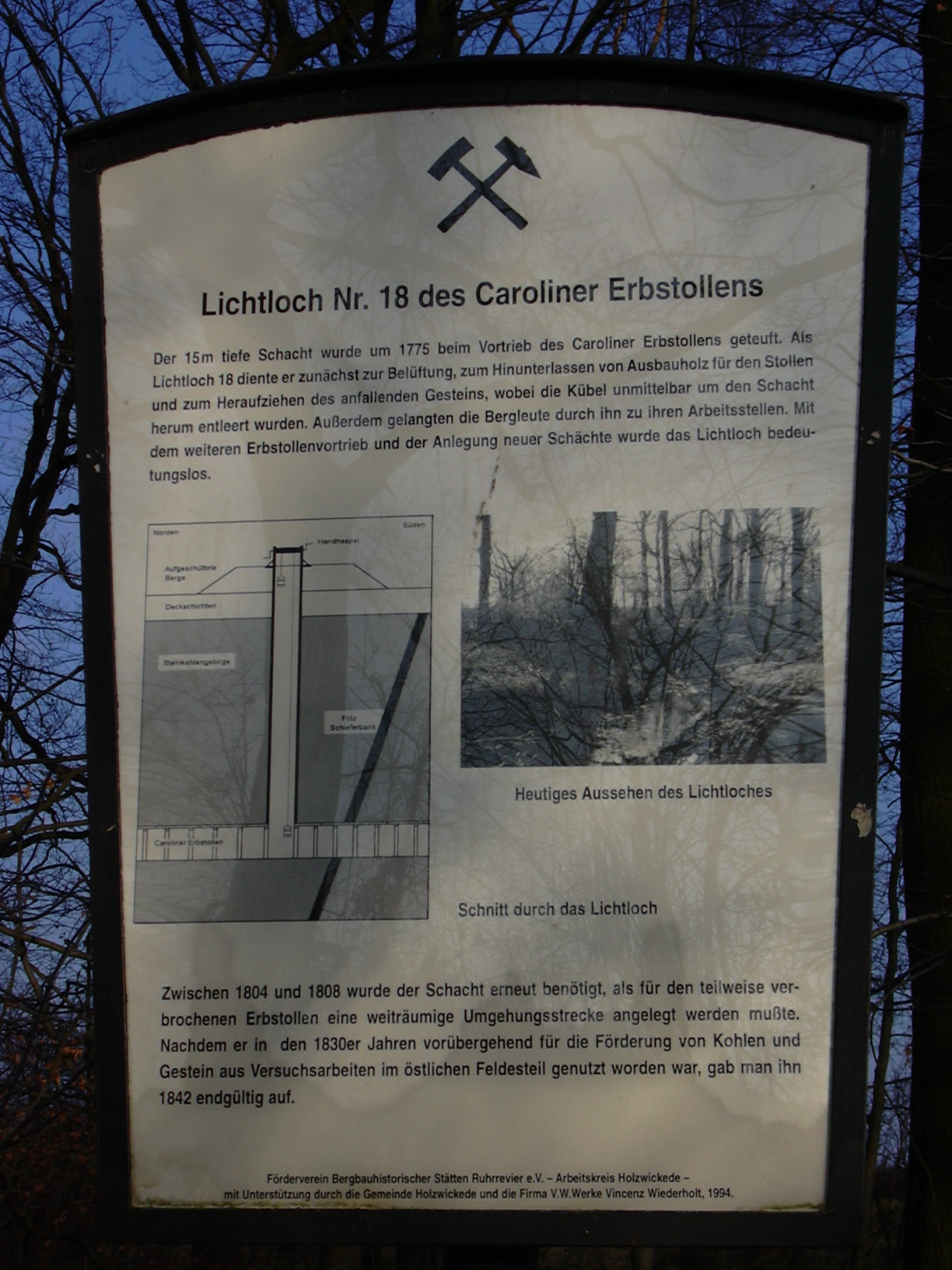
Lichtloch 18 (Station 21)
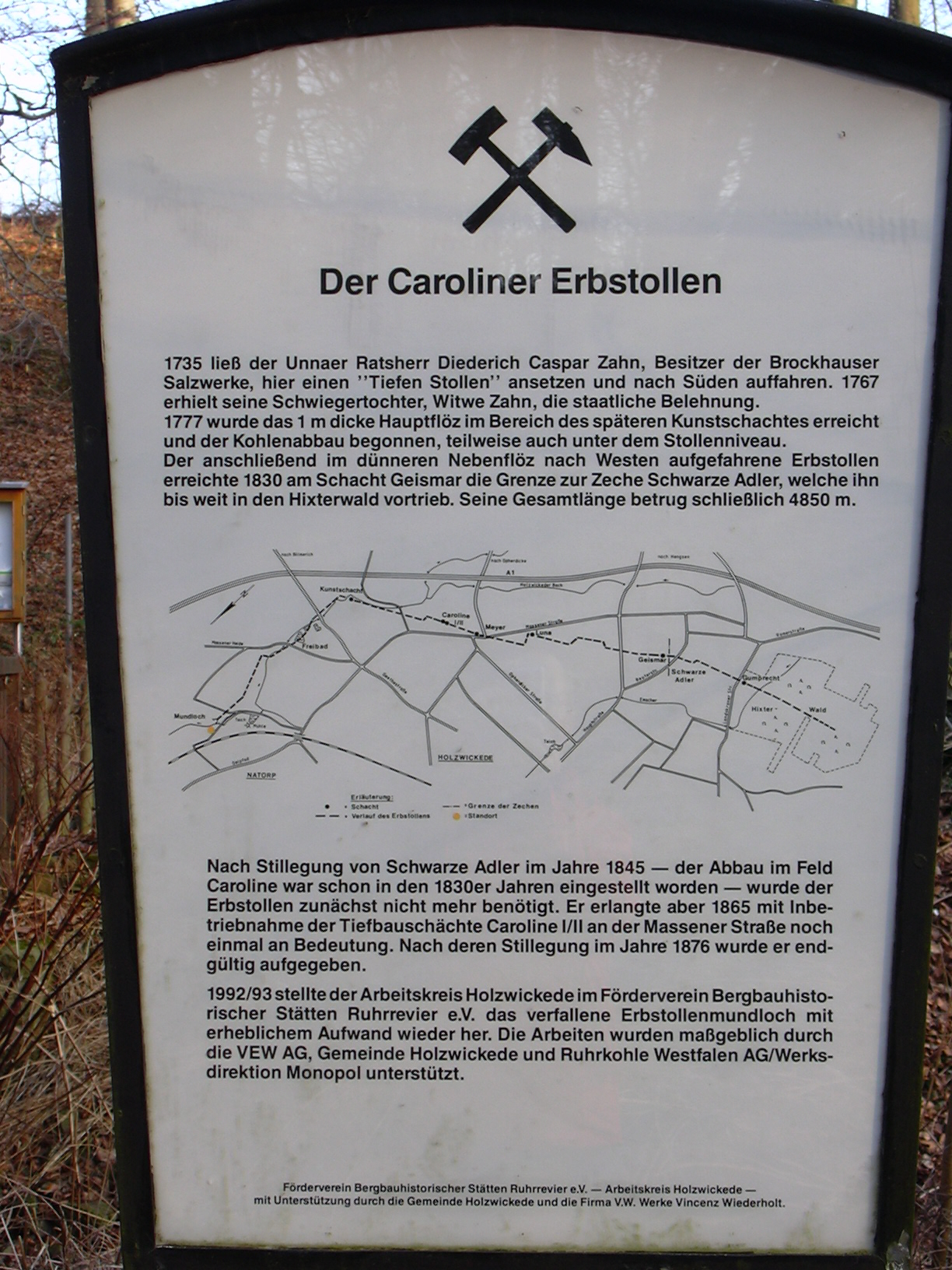
Mundloch des Caroliner Erbstollens (Station 22)
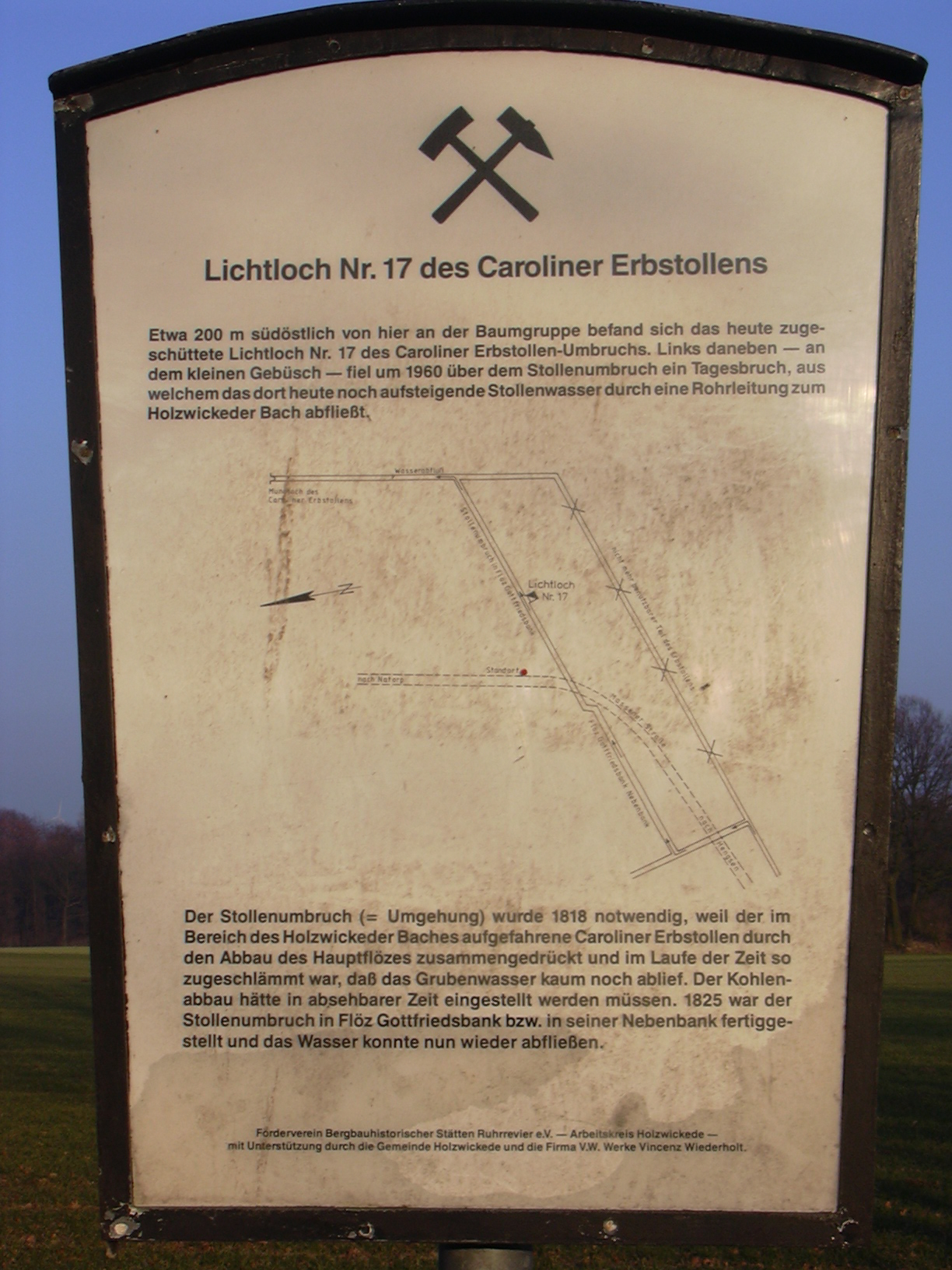
Lichtloch 17 (Station 24)
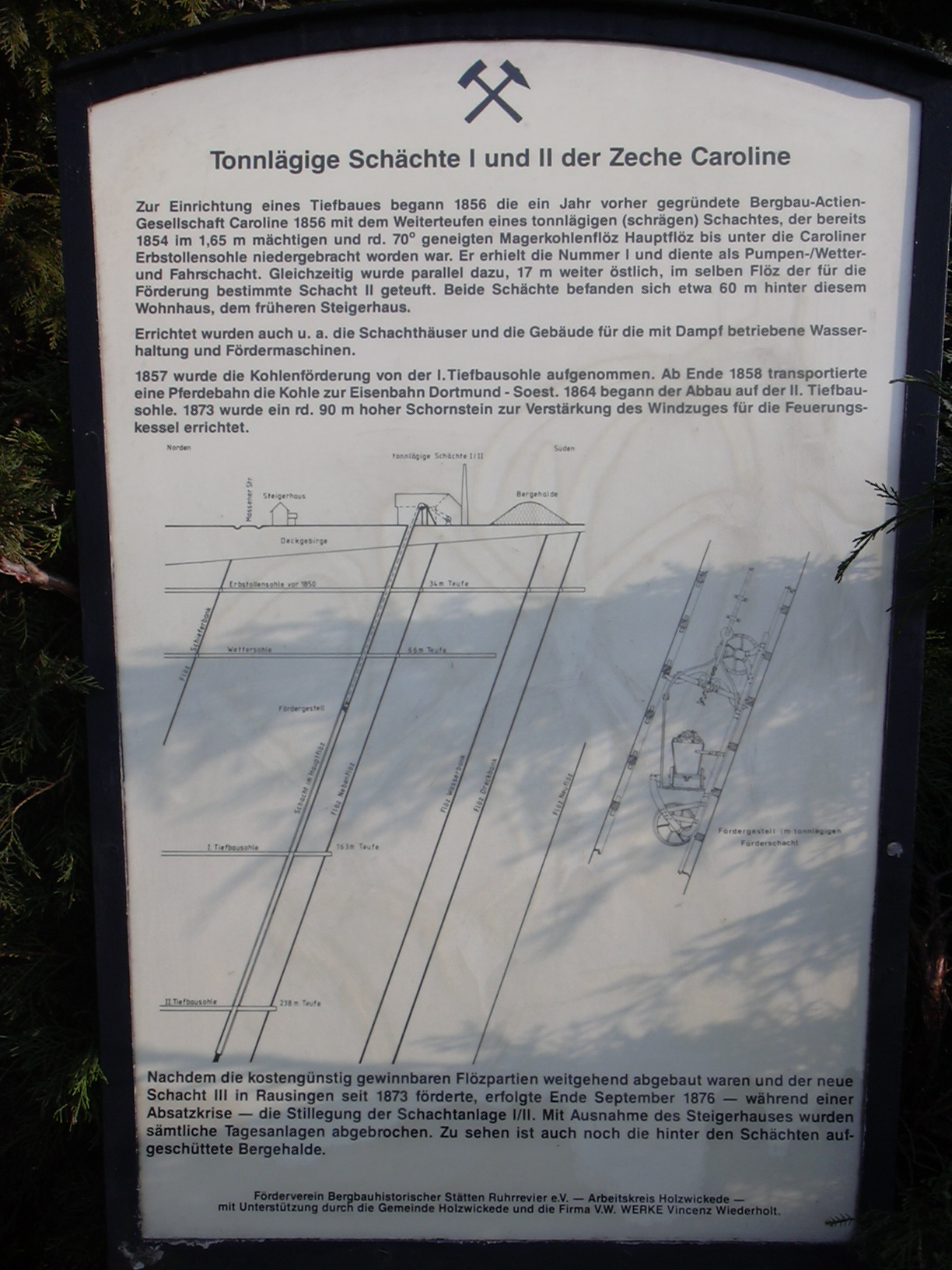
Caroline Schächte (Station 25)